# Санта Кристина (Верона)
Санта Кристина (ита. Santa Cristina) је насеље у Италији у округу Верона, региону Венето.
Према процени из 2011. у насељу је живело 28 становника. Насеље се налази на надморској висини од 81 м.